# Bosdreef

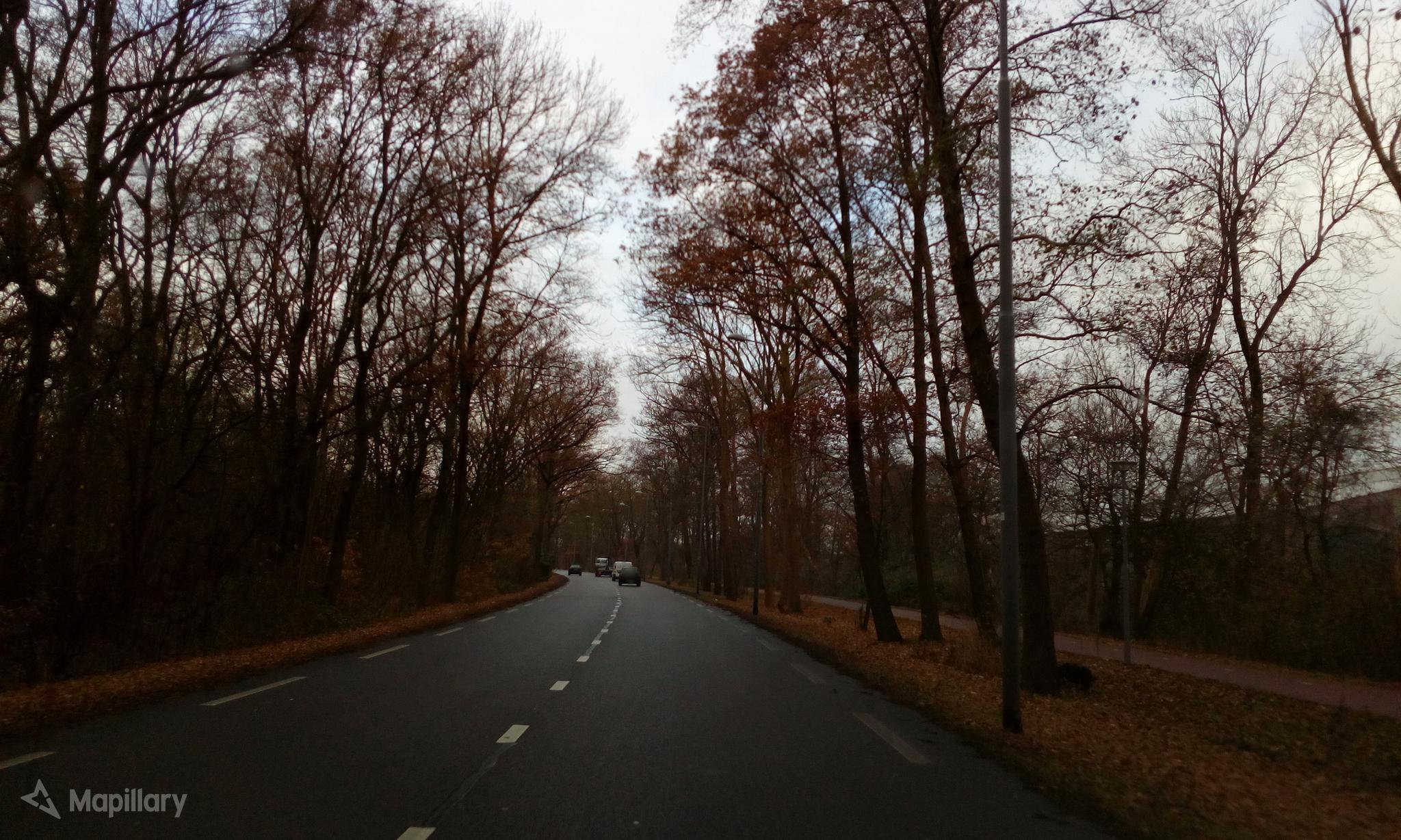
Bosdreef in westelijke richting

De Bosdreef is een twee kilometer lange weg in de Nederlandse stad Rotterdam. De weg ligt ten noorden van het Kralingse Bos. De Bosdreef is grotendeels een autoweg en onderdeel van de s109. Er geldt een maximumsnelheid van 70 km/u op de weg.
Voordat de A20 werd aangelegd, vormde de Hoofdweg de belangrijkste verbinding van Rotterdam via Gouda naar Utrecht. Het gedeelte dat begint bij de Boezemlaan tot aan de kruising met de Terbregseweg werd vanaf 15 maart 1963 Bosdreef genoemd, naar aanleiding van de aanleg van het Kralingse Bos en de Kralingse Plas.
Aan het begin van de Bosdreef liggen twee grote sportparken: Sportpark Velox en Sportpark H.O.V.. Verder is er het Museumstoomdepot gevestigd, een - in oude stijl opgetrokken - locomotievenloods met bijbehorend emplacement en draaischijf. De locomotievenloods fungeert niet alleen als onderdak, maar ook als onderhoudswerkplaats voor de SSN-collectie. Deze werkplaats is voor bezoekers toegankelijk, zodat zij van dichtbij getuige kunnen zijn van de werkzaamheden die noodzakelijk zijn om een collectie van historisch spoorwegmaterieel op de rails te houden.
Doordat er geen veilige oversteekplaatsen zijn, gebeuren er jaarlijks veel ongelukken op de Bosdreef. Met enige regelmaat vallen er doden te betreuren. Oorzaken kunnen worden gezocht in hardrijders en het ongeoorloofd oversteken van de Bosdreef door voetgangers.  Langs de weg staan diverse gedenktekens voor verkeersslachtoffers.
Tot de opening van de metro/sneltram in 1982-1983 was er met name in de spitsuren intensief busverkeer met bus 36 en 37. Sindsdien rijdt er, afgezien van 2002-2004, geen openbaar vervoer meer. 
Abram van Rijckevorselweg ·
Admiraliteitskade ·
Avenue Concordia ·
Bosdreef ·
Gerdesiaweg ·
's-Gravenweg ·
Hoflaan ·
Honingerdijk ·
Kortekade ·
Kralingseweg ·
Kralingse Plaslaan ·
Kralingse Zoom ·
Maasboulevard ·
Oostzeedijk ·
Oudedijk ·
Slaak ·
Vlietlaan ·
Voorschoterlaan